# 阿拉伯裔澳大利亞人
阿拉伯裔澳大利亞人，是阿拉伯裔澳大利亞公民或居民的統稱，包括來自中東及北非的移民及其後裔，當中包含多個種族，例如：阿拉伯人、库尔德人、科普特人、亚述人等等。他們大多數是阿拉伯基督徒，亦有小量的回教徒、德鲁兹教徒和雅兹迪教徒。據2001年人口普查，澳大利亞有248,807名阿拉伯裔澳大利亞人，209,372人報稱在家會說阿拉伯語，當中162,283人在阿拉伯国家联盟的成員國出生，佔澳大利亞人整體人口的0.8%。最多的阿拉伯裔澳大利亞人來自黎巴嫩（71,349人），其次為埃及（33,432人）和伊拉克（24,832人）。他們多數聚居於維多利亞州及新南威爾士州。除此之外，每年亦有大約14,000名阿联酋遊客到訪澳大利亞，以及1,200至2,000名來自阿联酋的海外學生在澳大利亞求學。